# Chiesa di San Giovanni Evangelista (Masate)
La chiesa di San Giovanni Evangelista è la parrocchiale di Masate, in città metropolitana e arcidiocesi di Milano; fa parte del decanato di Trezzo sull'Adda.

## Storia
Dal Liber Notitiae Sanctorum Mediolani di Goffredo da Bussero s'apprende che la primitiva cappella di Masate era filiale della pieve dei Santi Gervasio e Protasio di Gorgonzola; questa situazione è confermata pure dalla Notitia Cleri del 1398.
Nel Quattrocento la chiesa masatese è menzionata nello Status ecclesiae mediolanensis con il titolo di ecclesie parochiales, mentre nel Liber seminarii mediolanensis del 1564 si legge che era compresa nella pieve foraniale di Gorgonzola.
Grazie alla Nota parrocchie Stato di Milano del 1781 si conosce che l'anno precedente il numero dei parrocchiani era pari a 477.
Nella prima metà del XIX secolo l'antica chiesa si rivelò insufficiente a soddisfare le esigenze dei fedeli e, così, si decise di costruirne una di maggiori dimensioni; nel 1836 venne così posta la prima pietra della nuova parrocchiale. L'edificio fu terminato in pochi anni e venne consacrato il 5 giugno 1840 dall'arcivescovo Karl Kajetan von Gaisruck; rispetto al progetto originario, la cupola fu realizzata con una grandezza minore.
Alcuni decenni dopo, nel 1897 l'arcivescovo Andrea Carlo Ferrari, compiendo la sua visita pastorale, trovò che nella parrocchiale, che aveva come filiale l'oratorio di San Nabore, aveva sede la confraternita del Santissimo Sacramento e che i fedeli erano 1280.
Il campanile fu eretto tra il 1909 e il 1911; il 12 gennaio 1918 la parrocchia venne aggregata al neo-eretto vicariato di Inzago, per poi passare nel 1972 al decanato di Melzo e nel 1977 a quello di Trezzo.

## Descrizione

### Esterno
La facciata a capanna della chiesa è tripartita da quattro semicolonne corinzie, poggiati su alti basamenti e sorreggenti la trabeazione e il timpano triangolare, presenta al centro il portale d'ingresso architravato.
A pochi metri dalla parrocchiale sorge il campanile a base quadrata, poggiante sul basamento a scarpa e suddiviso in quattro registri da cornici marcapiano; la cella presenta una monofora per lato ed è coronata dalla cupoletta che si erge sul tamburo.

### Interno
L'interno dell'edificio si compone di un'unica navata, coperta dalla cupola, sorretta da dodici colonne, nei cui pennacchi sono raffigurate delle scene sacre; al termine dell'aula si sviluppa il presbiterio, chiuso dall'abside semicircolare.
L'opera di maggior pregio qui conservata è l'organo, collocato sulla cantoria e costruito tra il 1880 e il 1910 da Giovanni Marelli.